# Jacob's Ladder (canción de Huey Lewis and the News)
«Jacob's Ladder» es una canción de 1986 escrita por Bruce Hornsby junto a su hermano John Hornsby y grabada por la banda estadounidense de pop rock Huey Lewis and the News. Se convirtió en el tercer número uno del grupo, llegando a la cima del Billboard Hot 100 en 1987.
En Birmingham, Alabama la canción casa la imagen bíblica de la Escalera de Jacob con alguien que rechaza a los evangelistas proselitistas y en su lugar está luchando por sobrevivir un día a la vez:
Step by step, one by one, higher and higher
Step by step, rung by rung, climbing Jacob's ladder.
La canción fue entregada por Hornsby a su amigo Lewis, y fue incluida en el cuarto álbum de estudio Fore!, publicado en septiembre de 1986. Fue el tercer sencillo lanzado de aquel disco y encabezó el Billboard Hot 100 por una semana en marzo de 1987.
Un vídeo musical para la canción fue rodado con la banda tocándola en un concierto en vivo.
Más tarde, el propio Bruce Hornsby grabó una versión de la canción que se incluyó en su álbum de 1988 llamado Scenes from the Southside. Además se convirtió en uno de los temas de su repertorio en concierto; una versión en vivo influenciada por el bluegrass (muy diferente a la versión de Scenes from the Southside), aparece en el álbum de 2006 Intersections (1985–2006), que Hornsby grabó junto a su hermano John.

## Listas
| Lista (1987)                 | Máxima posición |
| ---------------------------- | --------------- |
| Australia ARIA Charts        | 48              |
| Canadian Singles Charts      | 16              |
| German Singles Chart         | 65              |
| New Zealand Singles Chart    | 50              |
| Billboard Hot 100            | 1               |
| Billboard Adult Contemporary | 17              |
| Billboard Album Rock Tracks  | 10              |

| Predecesor: «Livin' on a Prayer» de Bon Jovi | Billboard Hot 100 sencillo número uno 14 de marzo de 1987 | Sucesor: «Lean on Me» de Club Nouveau |